# 大突寮 (清水區)
大突寮，原寫為大突藔，是臺灣臺中市清水區的一個傳統地域名稱，位於該區東部。相較於今日行政區，其範圍大致包括東山里不含東北端，以及臺中國際機場部分未劃入各里里界區域的東北部。

## 歷史
台灣清治末期，大突寮地區為一街庄，稱為「大突藔庄」，隸屬於大肚上堡。該庄西北及北與楊厝藔庄為鄰，東北與新庄仔庄為鄰，東南與圳堵庄為鄰，南邊為山皮庄，西南邊為吳厝庄。
1901年（日明治三十四年）11月，全台廢縣廳改設二十廳，該庄隸屬於臺中廳。1903年（明治三十六年）6月，該庄編入「公館區」，仍隸屬於臺中廳。1909年（明治四十二年）10月，全台二十廳合併為十二廳，公館區隸屬不變。1920年（大正九年），全台地方制度大改正，該庄改制並雅化為「大突寮」大字，隸屬於臺中州大甲郡清水街，大字下有「大突寮」、「十塊寮」小字名。
戰後清水街改制為清水鎮，隸屬於臺中縣，大字亦改制為里。1950年10月，中、彰、投分治，清水鎮隸屬不變。2010年12月，隨著臺中縣、市合併為直轄臺中市，清水鎮改制為清水區。

## 聚落
本地區發展較早的聚落有泉州厝、大突藔、十塊藔等，在日治期初期的官方地圖上已有記載。此外，本地區尚有東山、新村等聚落。1954年後，由於陽明山計畫的實施，泉州厝、大突藔等聚落被納入土地徵收範圍，居民皆已遷至他地。

## 交通
區道中79線（神清路）是舊莊至大雅的道路，大致以東北—西南走向由大突寮地區北部凸出部分的東北側邊界入境，先轉南南西至機場圍牆再轉南，後轉東離開機場圍牆再轉南南西進入東山聚落，在聚落內轉東南再轉東南東出聚落，至機場圍牆再轉東偏北至本地區東部邊界南側轉南南東出境。由該道路向東北轉北再轉東北可前往楊厝寮地區東部的舊庄聚落南側並止於區道中73線路口，向南南東轉東可前往圳堵、神岡市區、上員林、下員林並止於省道台10線路口。

## 學校
- 東山國小

## 運動休閒
- 清泉崗高爾夫球場